# If God Will Send His Angels
If God Will Send His Angels is een nummer van de Ierse band U2.
Het nummer verscheen met de nummers Slow Dancing, Two Shots of Happy, One Shot of Sad en Sunday Bloody Sunday (Live opgenomen in Sarajevo) als single in december 1997. IGWSHA werd al geschreven tijdens het album Zooropa maar verscheen uiteindelijk op het album Pop.
Het nummer werd voor het eerst live ten gehore gebracht tijdens het openingsconcert van de PopMart tour op 25 april 1997 in Las Vegas. Dit nummer werd ook gebruikt voor de soundtrack van de film City of Angels.
Bono · The Edge · Adam Clayton · Larry Mullen jr.